# Gemeentelijk energiebedrijf

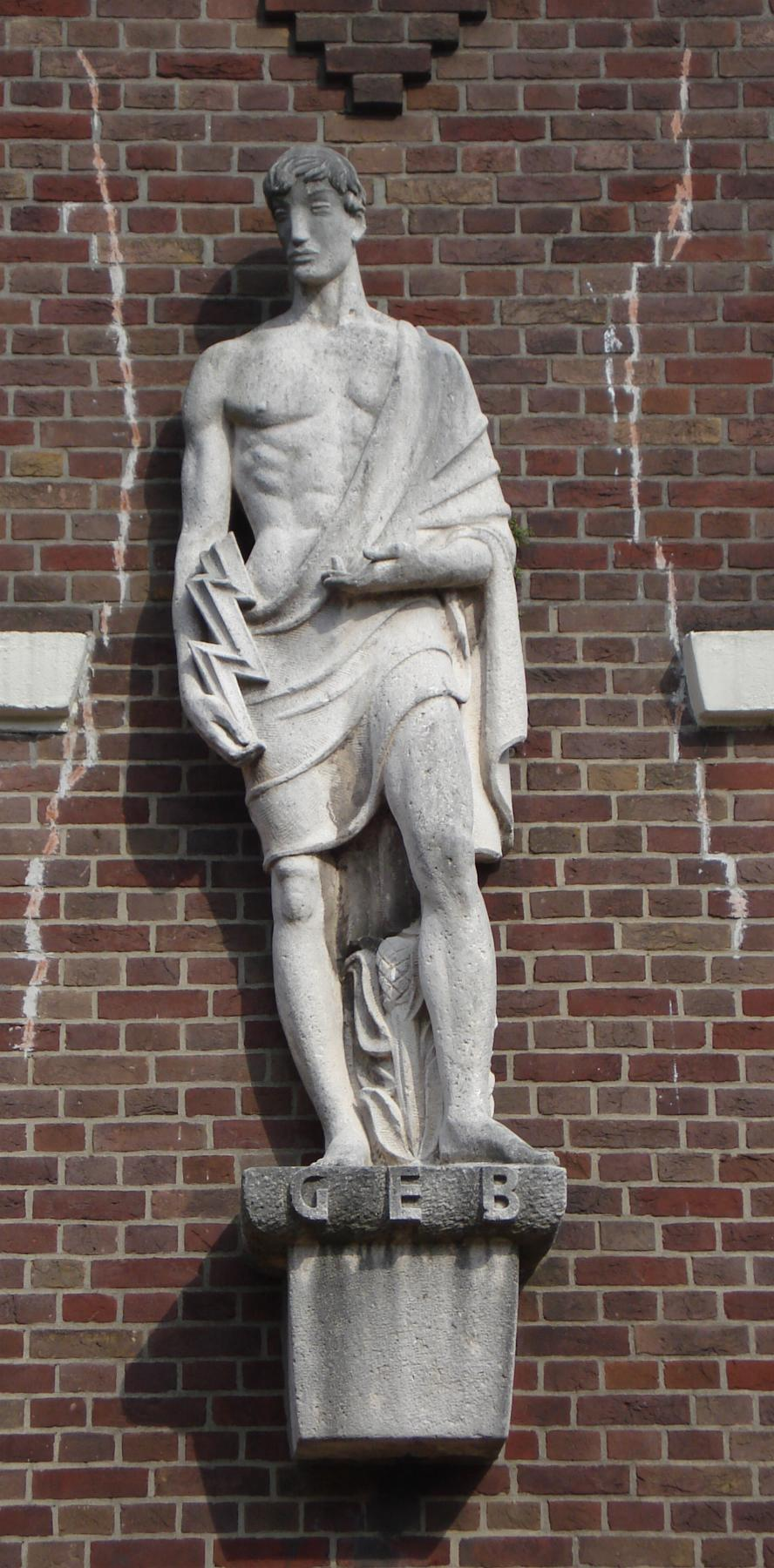
Letters GEB op het kunstwerk: Personificatie van de electriciteit van Dirk Bus in Den Haag

Een gemeentelijk energiebedrijf of gemeente-energiebedrijf, vroeger vaak afgekort tot GEB, is een nutsbedrijf dat als gemeentelijke tak van dienst verantwoordelijk is voor de distributie van elektriciteit en gas in een gemeente, en soms ook voor de opwekking van elektriciteit.

## Nederland

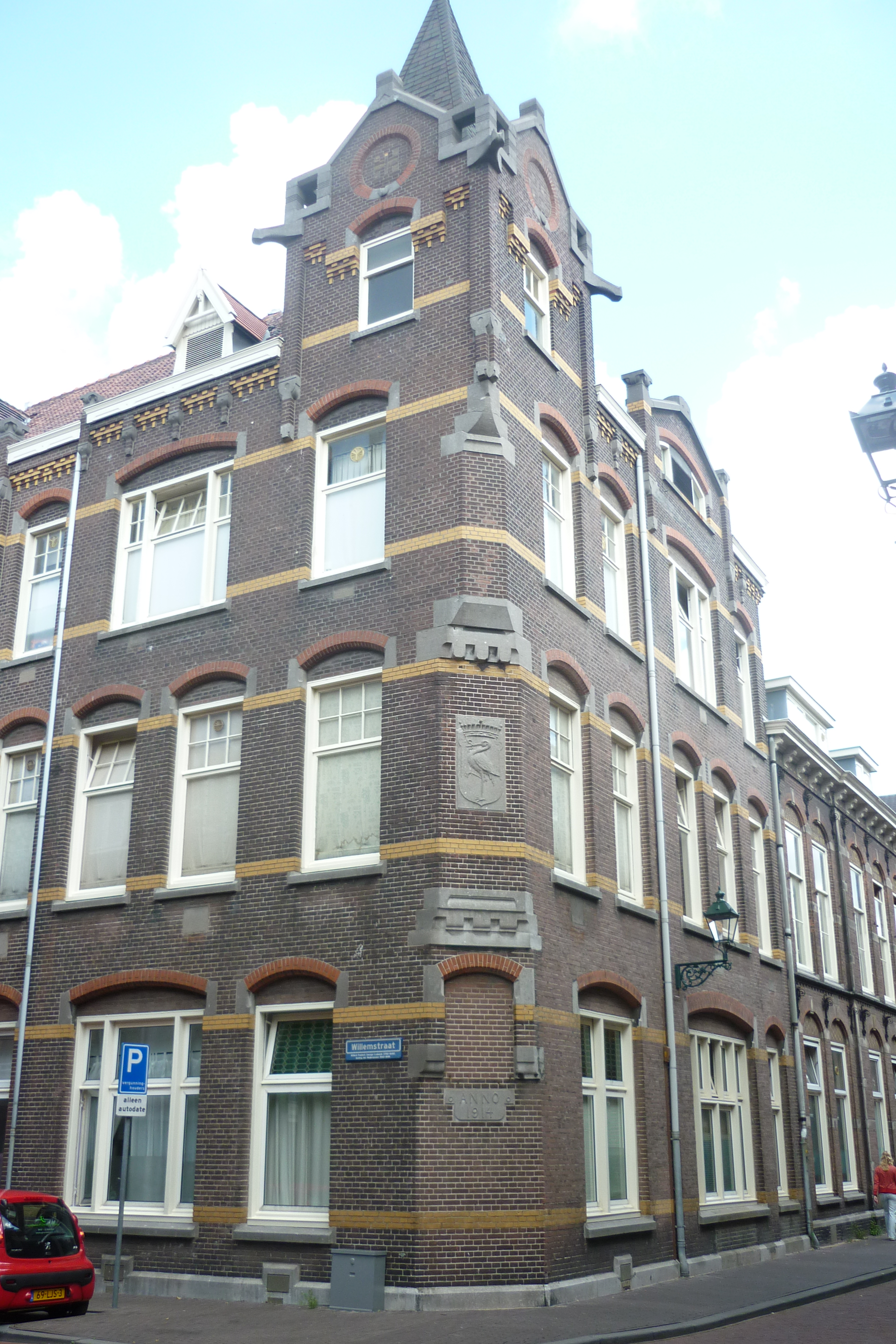
GEB gebouw in de Kazernestraat met Haags stadswapen op de gevel, 1914

In Nederland zijn eind negentiende eeuw, begin twintigste eeuw in vele gemeenten eigen energiebedrijven opgericht. Met de opkomende behoefte aan gas voor verlichting en voor het bereiden van voedsel werden gasfabrieken gebouwd, en werd het bijbehorende distributienetwerk aangelegd. Omdat dit een forse investering vereiste en de levering van gas het algemeen belang diende, lag het voor de hand dat de gemeenten deze taak op zich namen. Naast gas bestond ook snel de behoefte aan elektriciteit, waarvan de opwekking en distributie ook ter hand werden genomen. De koppeling van de verschillende gemeentelijke elektriciteitsnetten maakte centralisering van de opwekking mogelijk. Behalve in de grotere steden zijn de elektriciteitsdistributie en -productie dan ook meestal opgegaan in de provinciale elektriciteitsbedrijven, of met omliggende gemeenten samengevoegd in regionale bedrijven. Halverwege de jaren 80 waren er nog een handvol gemeentelijke energiebedrijven over:
- GEB Amsterdam (eigen productie ong. 900 MW in 1979)
- GEB Dordrecht (eigen productie, gepoold in EZH)
- GEB 's-Gravenhage (eigen productie, gepoold in EZH)
- GEB Haarlem (kleinschalige eigen elektriciteitsproductie, 6 MW in 1969)
- GEB Rotterdam (eigen productie, gepoold in EZH)
- GEB Utrecht (geen eigen elektriciteitsproductie; deze was ondergebracht bij het PEGUS)

Daarna werden de elektriciteit producerende bedrijven op grond van Europese regelgeving gesplitst en verzelfstandigd: de productiefaciliteiten werden in aparte NV's ondergebracht, vaak samen met die van provinciale elektriciteitsbedrijven, terwijl de levering en de (laag- en middenspannings)netten aanvankelijk op gemeentelijk niveau werden verzelfstandigd in NV's.

### Recente ontwikkelingen
Met de verkoop van Essent aan RWE, en Nuon aan Vattenfall in 2009, kwamen grote sommen geld ter beschikking aan de gemeenten en provincies die de aandeelhouders waren. In de discussies over de goedkeuring van deze verkooptransactie, werd al geopperd dat de gelden opnieuw ingezet zouden moeten worden voor de borging van de lokale energiebelangen. 
Tezamen met de maatschappelijke discussie omtrent de verduurzaming van de energievoorziening leidde dit vaak tot de intentie om een gemeentelijk duurzaam energiebedrijf op te richten. Zo kan een gemeente of provincie invulling geven aan de Nederlandse ambities voor het Kyoto-protocol om de CO2-uitstoot terug te brengen en het aandeel duurzame energie te verhogen.
Een aantal gemeenten heeft deze intentie inmiddels omgezet in acties, gericht op het -opnieuw- oprichten van een energiebedrijf, zij het dat sterk gelet wordt op het duurzame karakter van de opwekking van de elektriciteit.